# 4944 Kozlovskij
A 4944 Kozlovskij (ideiglenes jelöléssel 1987 RP3) a Naprendszer kisbolygóövében található aszteroida. Ljudmila Ivanovna Csernih fedezte fel 1987. szeptember 2-án.